# HEAG-Baureihe ST10

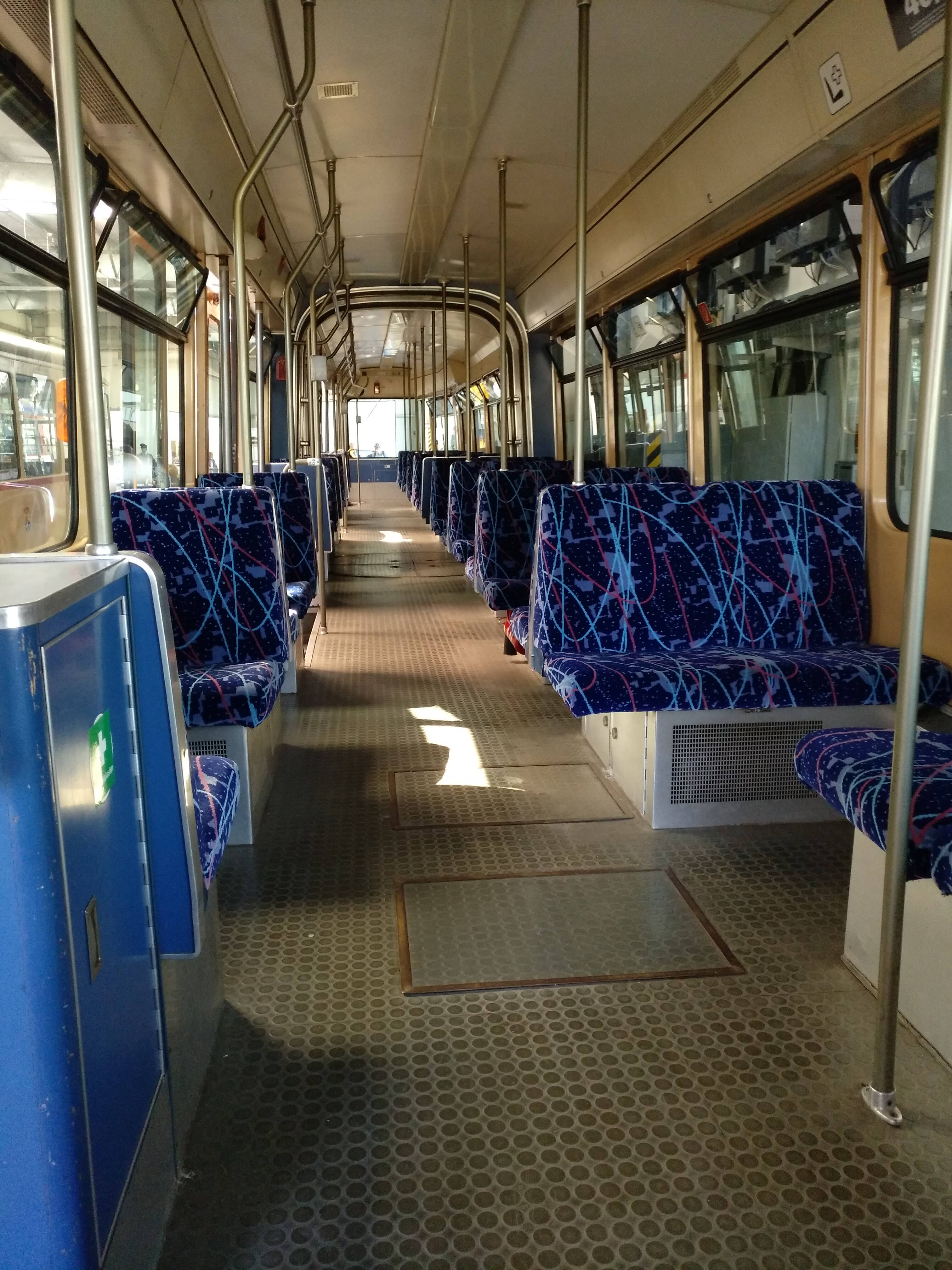
Ein ST10 (7608) von innen

ST10 ist eine ehemalige Serie der Darmstädter Straßenbahn. Das Kürzel steht für Straßenbahn-Triebwagen der 10. Serie. Insgesamt besaß die HEAG acht dieser sechsachsigen Gelenkwagen, sie trugen die Betriebsnummern 7601–7608. Die Fahrzeuge besitzen die Geamatic-M-Steuerung. Die ST10 waren die ersten Darmstädter Triebwagen mit Sollwertgeber. Hersteller waren Waggon Union und AEG. Alle Fahrzeuge sind Einrichtungsfahrzeuge. Sie wurden ursprünglich in beige-orange-goldener Lackierung mit blauem Streifen geliefert und später in das aktuelle HEAG-Design in Blau, Orange und Weiß umlackiert. Die ST10 wurden inzwischen ausrangiert. Sieben wurden an die Straßenbahn Iași in Rumänien verkauft. 7608 blieb als Museumsfahrzeug erhalten.
Der ST10 ist weitgehend baugleich mit den Nachfolgebaureihen ST11 und ST12, die allerdings achtachsig sind. Alle drei Typen wiederum stammen von den 1975 beschafften Wagen 22–25 der Albtal-Verkehrs-Gesellschaft aus Karlsruhe ab, die jedoch eine elektrische Ausrüstung von BBC hatten.

## Aufbau und Ausstattung
Der ST10 ist 21,3 Meter lang und besteht aus zwei Fahrzeugmodulen, wobei sich unter beiden jeweils ein doppelachsiges Triebdrehgestell und unter dem Gelenk ein doppelachsige Kleinradlaufdrehgestell befinden. Die Gesamtantriebsleistung beträgt 2 × 165 Kilowatt, die Motoren sind luftgekühlt. Alle vier Türen sind Doppelaußenschwenktüren und besitzen eine Trittstufe.

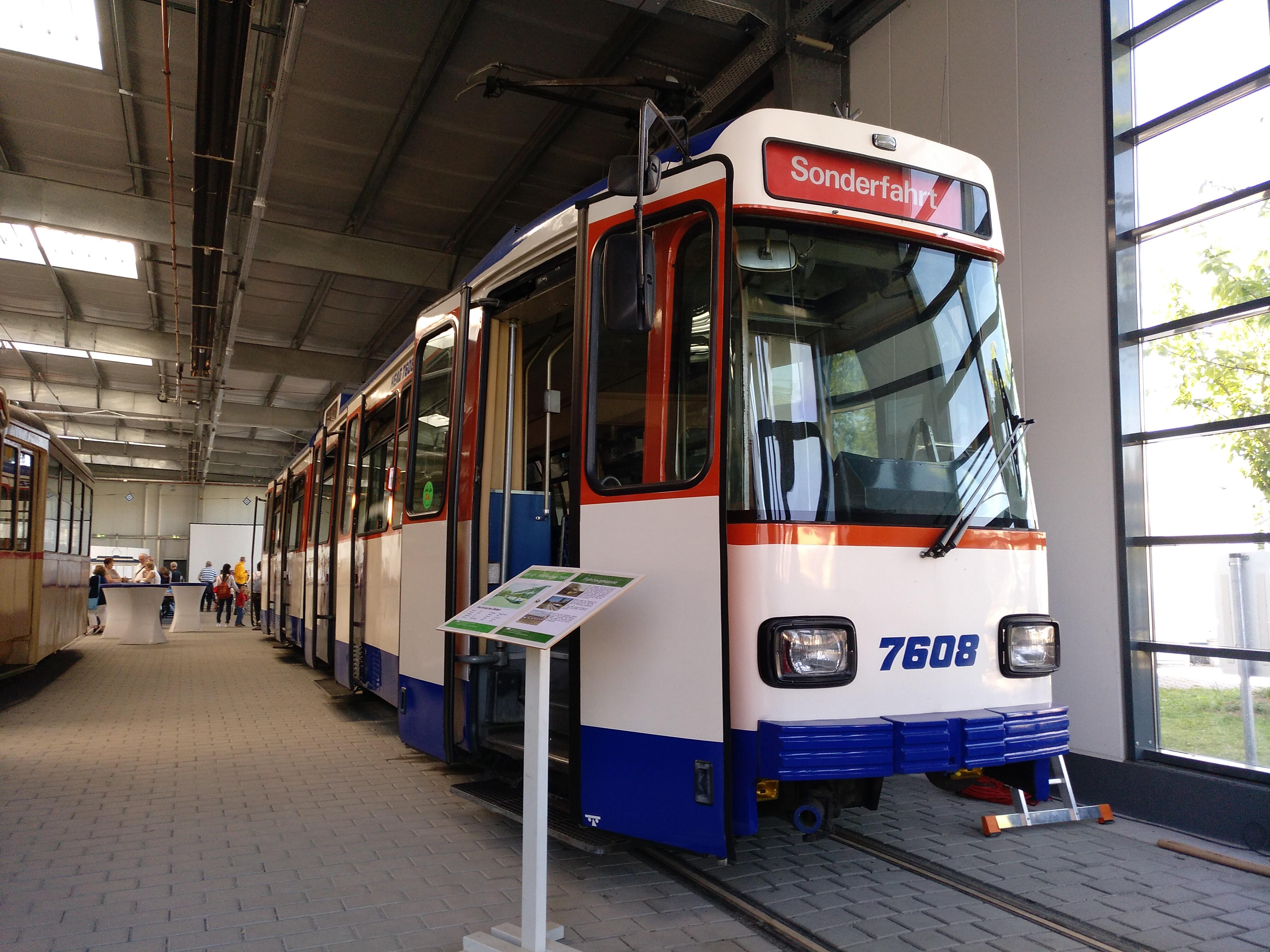
Der Wagen 7608 im Straßenbahnmuseum Darmstadt Kranichstein

## Einsatz
Die ST10 waren auf allen Linien anzutreffen. Nachdem 1994 die Beiwagen der Baureihe SB9 angeliefert wurden, kamen die ST10 meistens mit diesen zum Einsatz. Dadurch konnte trotz hochflurigem Triebwagen ein Niederflurbereich angeboten werden. Nach 1994 kamen ST10 mit SB9 meistens auf der Linie 3 zum Einsatz, da die Haltestellen für einen solchen Zug ausreichend lang waren. Im Gegensatz dazu wären die achtachsigen Nachfolgeserien samt Beiwagen zu lang gewesen.

## Verbleib
- 7601: Iași, dort 277
- 7602: Iași, dort 278
- 7603: Iași, dort 275
- 7604: Iași, dort 276
- 7605: Iași, dort 280
- 7606: Iași, dort 281
- 7607: Iași, dort 282
- 7608: als Museumsfahrzeug bei der HEAG erhalten (nicht Betriebsfähig, ausgelagert in Halle ohne Gleisanschluss)

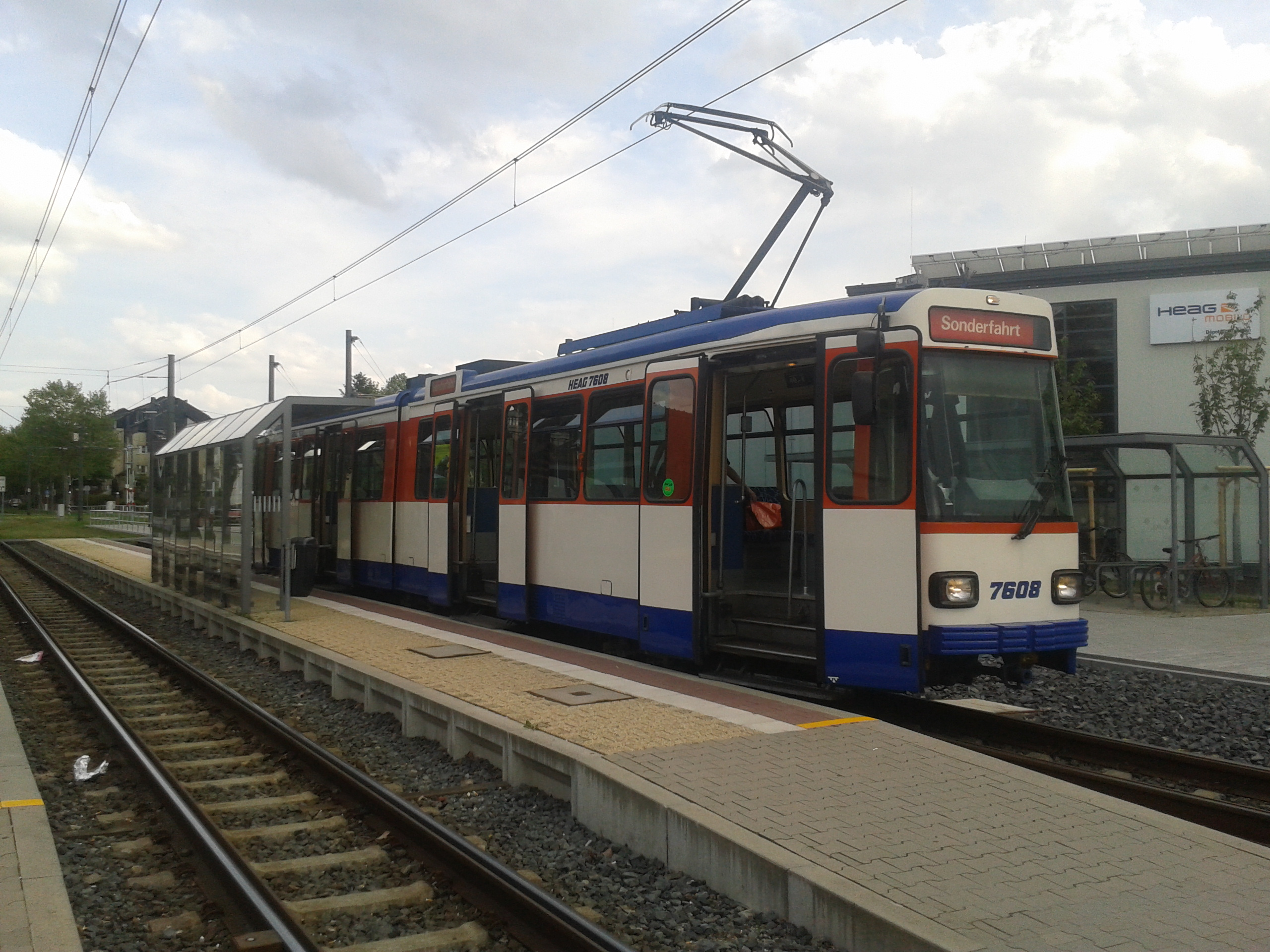
Wagen 7608 solo auf Sonderfahrt
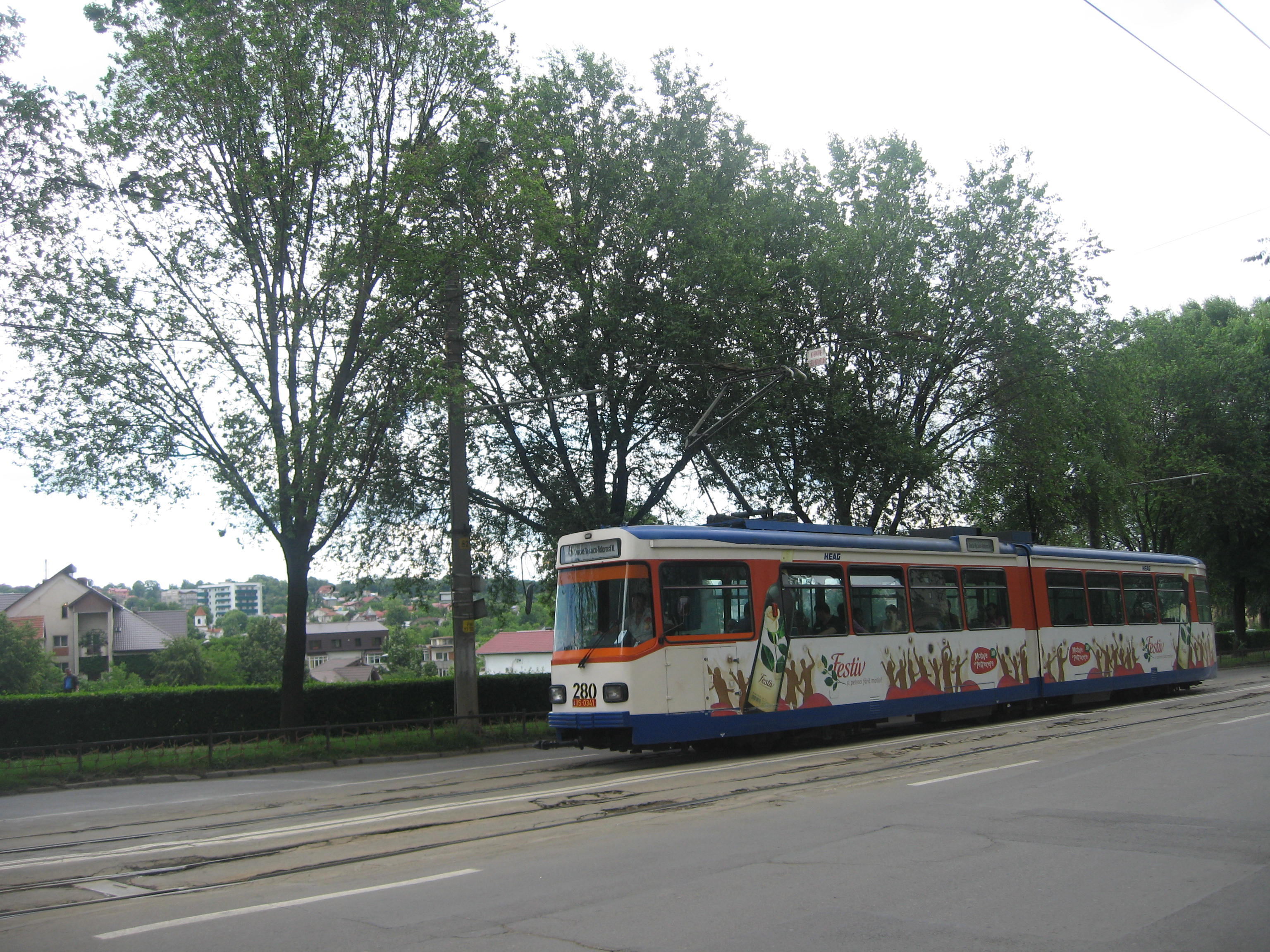
Wagen 280 in Iași
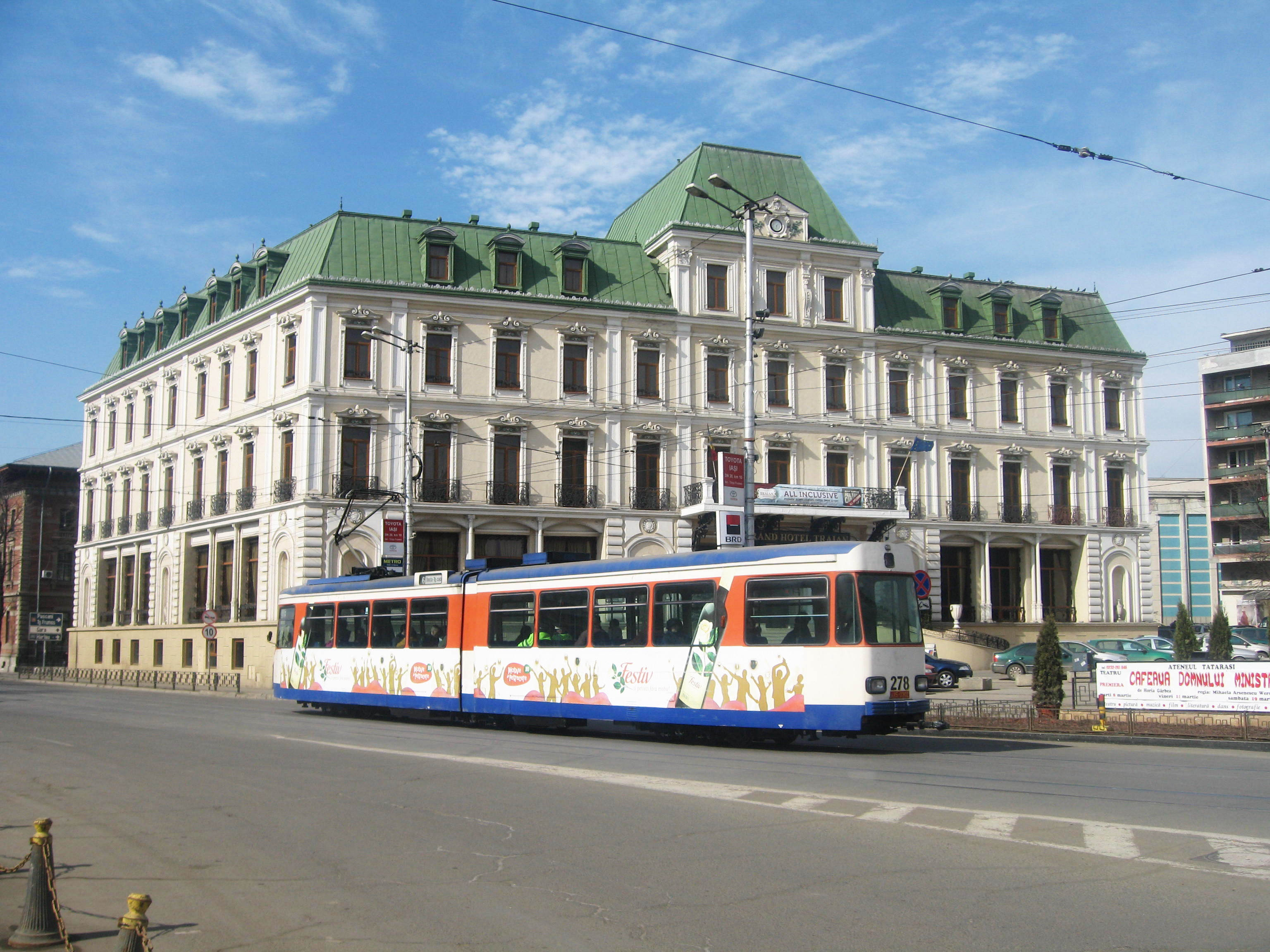
Wagen 278 in Iași